# ブニヤウイルス目
ブニヤウイルス目（ブニヤウイルス目、Order Bunyavirales）とはウイルスの分類における1目。そのビリオンは92 - 105 nmであり、エンベロープを有する。ゲノムは3分節のマイナス鎖RNA。フレボウイルス属およびトスポウイルス属のRNAの一部はプラス鎖で機能する。細胞質内で増殖する。節足動物内で増殖することができる。トスポウイルス属とテヌイウイルス属のみ植物ウイルスであり、その他の属は人畜に感染する。
本科には出血熱など重篤な感染症の病原体となるウイルスが多数含まれる。

## 歴史
2017年に、国際ウイルス分類委員会 (ICTV)はブニヤウイルス科をブニヤウイルス目に昇格させた。

## 分類
2019年現在、12科4亜科48属383種が属する。以下に代表的なウイルスを示す。
- アレナウイルス科 Arenaviridae
  - マムアレナウイルス属 Mammarenavirus
    - ラッサマムアレナウイルス Lassa mammarenavirus
    - マチュポマムアレナウイルス Machupo mammarenavirus
- ペリブニヤウイルス科 Peribunyaviridae
  - オルソブニヤウイルス属 Orthobunyavirus
    - アカバネオルソブニヤウイルス Akabane orthobunyavirus
    - シュマレンベルクオルソブニヤウイルス Schmallenberg orthobunyavirus
- ハンタウイルス科Orthobunyavirus
  - マムハンタウイルス亜科Mammantavirinae
    - オルソハンタウイルス属 OrthoHantavirus
      - ハンターンオルソハンタウイルス Hantaan orthohantavirus
- ナイロウイルス科Nairoviridae
  - オルソナイロウイルス属 Orthonairoviridae
    - クリミア・コンゴ出血熱オルソナイロウイルス Crimean-Congo hemorrhagic fever orthonairovirus
- フェヌイウイルス科Phenuiviridae
  - バンダウイルス属 Bandavirus
    - 重症熱性血小板減少症候群ウイルス Dabie bandavirus
    - ハートランドウイルス Heartland bandavirus

  - フレボウイルス属 Phlebovirus
    - リフトバレー熱ウイルス Rift Valley fever virus

  - テヌイウイルス属 Tenuivirus　　　　　　
    - イネ縞葉枯病ウイルス Rice stripe tenuivirus
- トスポウイルス科 Tospoviridae
  - オルソトスポウイルス属 Orthotospoviridae
    - トマト黄化えそオルソトスポウイルス Tomato spotted wilt orthotospovirus
- Cruliviridae
- Fimoviridae
- Leishbuviridae
- Mypoviridae
- Phasmaviridae
- Wupedeviridae

## 名前の由来
ブニヤウイルス目のbunyaは最初にウイルスが分離されたウガンダの地名ブニャムウェラ(Bunyamwera)に由来する。